# Chthamalus montagui
Chthamalus montagui is een zeepokkensoort uit de familie van de Chthamalidae. De wetenschappelijke naam van de soort is voor het eerst geldig gepubliceerd in 1976 door Southward.